# Озель, Озгюр
Озгюр Озель (тур. Özgür Özel; род. 21 сентября 1974, Маниса) — турецкий политик. Лидер турецкой оппозиции с 5 ноября 2023 года.

## Биография
Родился 21 сентября 1974 года в Маниса. Там же получил начальное образование и окончил колледж. Также Озгюр Озель окончил Фармацевтический факультет Эгейского университета.
После окончания университета работал фармацевтом. В 2011 году был избран членом Великого национального собрания, переизбирался в июне и ноябре 2015 года. Также в июне 2015 года Озель вместе с Левентом Гёком и Энгином Алтаем был избран председателем парламентской группы республиканской народной партии Турции.
Известен тем, что за два месяца до взрыва шахты в городе Сома, в результате которого погиб 301 человек, внёс в парламент ходатайство о проведении проверок на шахтах в связи с участившимися незадолго до этого несчастными случаями.
В 2015 году Озель получил премию «Политик года», учреждённую в память об Угуре Мумджу.